# جان بيار فريش
جان بيار فريش (بالفرنسية: Jean-Pierre Frisch)‏ هو لاعب كرة قدم لوكسمبورغي، ولد في 7 مايو 1908 في إيش سوغ ألزيت في لوكسمبورغ، وتوفي بنفس المكان في 4 أغسطس 1995.

## وصلات خارجية
- جان بيار فريش على موقع الاتحاد الدولي (مؤرشف)  (الإنجليزية)
- جان بيار فريش على موقع قاعدة بيانات كرة القدم.إي يو (الإنجليزية)
- جان بيار فريش على موقع عالم كرة القدم.نت (الإنجليزية)
- جان بيار فريش على موقع أوليمبيديا (الإنجليزية)